# Saint-Laurent-du-Var
Saint-Laurent-du-Var (Occitaans: Sant Laurenç de Var; Italiaans (verouderd): San Lorenzo del Varo) is een gemeente in het Franse departement Alpes-Maritimes (regio Provence-Alpes-Côte d'Azur). De gemeente telde 31.645 inwoners op 1 januari 2022. De plaats maakt deel uit van het arrondissement Grasse.
De economie van de gemeente is gericht op het toerisme. Saint-Laurent-du-Var heeft twee kilometer stranden en een jachthaven. Verder is er een groot winkelcentrum, Cap 3000.

## Geschiedenis
De plaats ontstond in de 11e en de 12e eeuw op een hoogte die gemakkelijk te verdedigen was. Door epidemieën, oorlogen en natuurrampen raakte de plaats ontvolkt. In de 16e eeuw werden nieuwe inwoners uit Italië aangetrokken en de plaats werd opnieuw gebouwd volgens een dambordpatroon. De bevolking groeide maar pas in de loop van de 18e eeuw kwamen er nieuwe wijken buiten de stadsmuur. Er kwamen ook watermolens op de Var. Tot de aanhechting van Nice bij Frankrijk in 1860 vormde de Var de grensrivier met Savoye.

## Geografie
De oppervlakte van Saint-Laurent-du-Var bedroeg op 1 januari 2022 10,11 vierkante kilometer; de bevolkingsdichtheid was toen 3.130,1 inwoners per km².
De gemeente ligt op de rechteroever van Var, bij de monding in de Middellandse Zee. De gemeente ligt aan de Baie des Anges tussen Cagnes-sur-Mer en Nice.
De autosnelweg A8 loopt door de gemeente.
De onderstaande kaart toont de ligging van Saint-Laurent-du-Var met de belangrijkste infrastructuur en aangrenzende gemeenten.

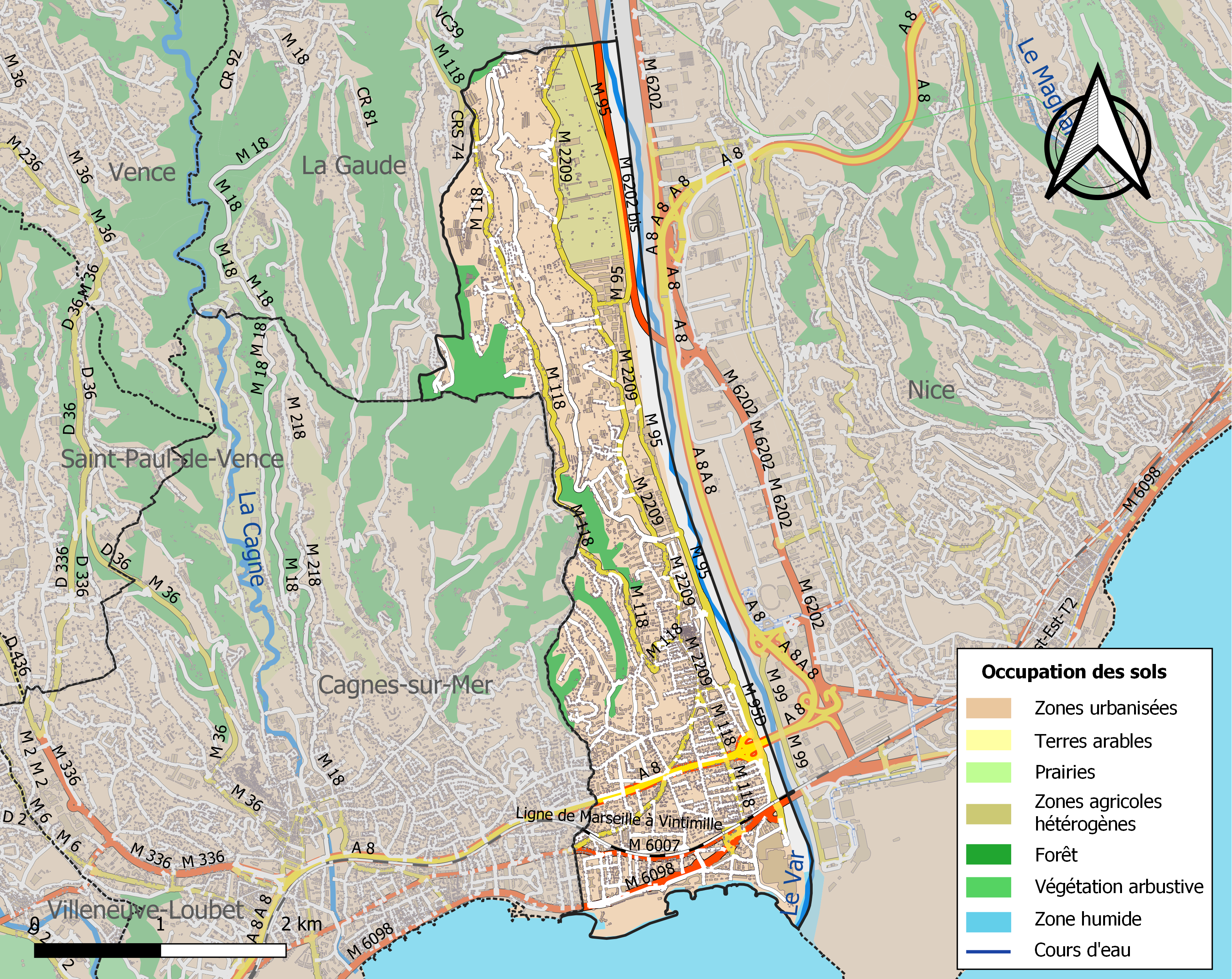

## Demografie
Onderstaande figuur toont het verloop van het inwonertal (bron: INSEE-tellingen).
Vanwege een beveiligingsprobleem met de MediaWiki Graph-software is het momenteel niet mogelijk deze grafiek weer te geven. Zodra de software is bijgewerkt zal de grafiek vanzelf weer zichtbaar worden.

## Geboren
- Lucien Teisseire (1919-2007), wielrenner